# Germisay
Germisay ist eine französische Gemeinde mit 17 Einwohnern (Stand: 1. Januar 2022) im Département Haute-Marne in der Region Grand Est. Die Gemeinde gehört zum Arrondissement Saint-Dizier und zum Kanton Poissons. 

## Geografie
Germisay liegt etwa 39 Kilometer südöstlich von Saint-Dizier. Umgeben wird Germisay von den Nachbargemeinden Germay im Norden und Osten, Morionvilliers im Südosten sowie Épizon im Süden und Westen.

## Bevölkerungsentwicklung
| Jahr                       | 1962 | 1968 | 1975 | 1982 | 1990 | 1999 | 2006 | 2011 | 2018 |
| -------------------------- | ---- | ---- | ---- | ---- | ---- | ---- | ---- | ---- | ---- |
| Einwohner                  | 40   | 38   | 26   | 29   | 25   | 27   | 23   | 20   | 18   |
| Quellen: Cassini und INSEE |      |      |      |      |      |      |      |      |      |

## Sehenswürdigkeiten
- Kirche Saint-Côme-Saint-Damien